# Ur-Zababa
Ur-Zababa est, selon la Liste royale sumérienne et la Légende sumérienne de Sargon, un roi de Kish. Selon la seconde source il aurait été renversé par Sargon d'Akkad, alors que celui-ci était son serviteur. Selon la première Sargon est l'échanson d'Ur-Zababa, mais leurs règnes sont séparés par ceux de cinq autres rois de Kish. Ces textes étant très postérieurs aux faits supposés, la réalité de son existence est souvent mise en doute, bien que certains spécialistes l'acceptent tout en discutant quant à savoir s'il a été ou non un contemporain de Sargon.